# Lubuk Kebur
Lubuk Kebur is een bestuurslaag in het regentschap Seluma van de provincie Bengkulu, Indonesië. Lubuk Kebur telt 1011 inwoners (volkstelling 2010).